# Myrsine australis
Myrsine australis är en viveväxtart som först beskrevs av Achille Richard, och fick sitt nu gällande namn av Harry Howard Barton Allan. Myrsine australis ingår i släktet Myrsine och familjen viveväxter. Inga underarter finns listade i Catalogue of Life.